# 국제 도서관 연맹

국제 도서관 연맹(International Federation of Library Associations and Institutions: IFLA)은 도서관 및 정보 전문가에게 의존하는 사람들의 이익을 대표하는 국제 기구이다.
도서관의 활동 전반에 걸친 국제적 상호 이해 증진과 협력, 조사, 연구 개발을 진흥시키기 위해 1927년에 설립되었다. 현재는 약 140개국에서 1,400명 이상의 회원으로 성장했으며 본사는 네덜란드 헤이그에 위치한 국립도서관인 네덜란드 왕립도서관에 있다.

## 목표
국제 도서관 연맹의 목표는 다음과 같다.
- 국제적인 관심사에서 사서를 대표함
- 도서관 직원의 지속적인 교육을 촉진함
- 도서관 서비스에 대한 지침을 개발하고 홍보함

### 핵심 가치
국제 도서관 연맹의 목표에는 다음과 같은 핵심 가치가 있다.
- 세계 인권 선언 제19조에 표현된 표현의 자유 원칙에 대한 보증
- 사회, 교육, 문화, 민주적, 경제적 복지를 위한 정보, 아이디어 및 상상력에 대한 보편적이고 공평한 접근이 사람, 공동체, 조직에 필요하다는 신념
- 고품질 도서관 및 정보 서비스 제공이 접근을 보장하는 데 도움이 된다는 확신
- 모든 회원국이 시민권, 장애, 민족, 성별, 지리적 위치, 언어, 정치 철학, 인종 또는 종교와 상관 없이 활동에 참여하고 혜택을 누릴 수 있도록 하기 위한 노력

## 같이 보기
- 공공 도서관 선언